# Reutenbourg
Reutenbourg település Franciaországban, Bas-Rhin megyében. Lakosainak száma 391 fő (2022. január 1.). Reutenbourg Jetterswiller, Lochwiller, Marmoutier, Westhouse-Marmoutier és Sommerau községekkel határos.

## Népesség
A település népessége az elmúlt években az alábbi módon változott:
| Lakosok száma | 405  | 422  | 439  | 419  | 406  | 393  | 398  | 395  | 391  |
|               | 2013 | 2015 | 2016 | 2017 | 2018 | 2019 | 2020 | 2021 | 2022 |